# Колебеато
Колебеа̀то (на италиански: Collebeato, на източноломбардски: Cobiàt, Кобиат) е малко градче и община в Северна Италия, провинция Бреша, регион Ломбардия. Разположено е на 200 m надморска височина. Населението на общината е 4705 души (към 2013 г.).